# Microakodontomys transitorius
Microakodontomys transitorius är en art i familjen hamsterartade gnagare som förekommer i Sydamerika.

## Beskrivning
Djuret är bara känt från en enda individ som hittades 1991 nära staden Brasília. Fyndplatsen var gräsmark 1 100 meter över havet.
Individen hade en kroppslängd av 7 cm samt en svanslängd av 9 cm. Pälsen var på ovansidan brun och på buken vitaktig. I ansiktet fanns några svarta strimmor.
På grund av artens kroppsbyggnad antas att den vistas på marken och i träd. Under samma expedition letades intensiv efter fler individer men inga fler fynd gjordes. Därför antas att M. transitorius är sällsynt. Arten hotas av habitatförstörelse och listas av IUCN som starkt hotad (EN).